# Charlie's Angels (série télévisée)
Ne doit pas être confondu avec Drôles de dames.
Pour les articles homonymes, voir Charlie's Angels (homonymie).
Charlie's Angels, ou Charlie et ses drôles de dames au Québec, est une série télévisée américaine en huit épisodes de 42 minutes, développée par Alfred Gough et Miles Millar et dont sept épisodes ont été diffusés entre le 22 septembre et le 10 novembre 2011 sur le réseau ABC et une heure à l'avance sur le réseau CTV au Canada.
Il s'agit d'un reboot de la série télévisée Drôles de dames créée par Ivan Goff et Ben Roberts et diffusée entre 1976 et 1981 aux États-Unis. Par conséquent, elle n'évolue pas dans la même continuité que cette dernière, ni dans celle de la série de films.
En France, la série a été diffusée entre le 29 octobre et le 8 novembre 2012 sur la chaîne à péage Canal+ Family, puis elle a été rediffusée en 2013 sur Canal+ et Canal+ Décalé puis en clair entre le 4 et le 18 juillet 2014 sur NT1.
Au Québec, elle a été diffusée à partir du 2 janvier 2013 sur AddikTV et en Suisse, à partir du 3 mars 2013 sur RTS Un. Elle reste néanmoins inédite en Belgique.

## Synopsis
Trois jeunes femmes, belles, intelligentes et indépendantes, et qui ont eu des ennuis avec la justice, se font engager par une agence de détectives privés. Leur patron, Charlie Townsend, les contacte uniquement par téléphone pour leur confier des missions parfois dangereuses.

## Distribution

### Acteurs principaux
- Rachael Taylor (VF : Hélène Bizot) : Abigail « Abby » Sampson, une ancienne cambrioleuse.
- Minka Kelly (VF : Marie Diot) : Eve French, une ancienne pilote de rue.
- Annie Ilonzeh (VF : Sophie Riffont) : Kate Prince, une ancienne policière de Miami.
- Ramón Rodríguez (VF : Damien Ferrette) : John Bosley, un pirate informatique.
- Victor Garber (VF : François Dunoyer) : Charles « Charlie » Townsend (voix)

### Acteurs récurrents
- Isaiah Mustafa (VF : Raphaël Cohen) : Inspecteur Ray Goodson, ancien petit-ami de Kate (épisodes 2 et 7)
- John Terry : Victor Sampson, le père d'Abby (épisodes 5 et 6)

### Invités
- Nadine Velazquez (VF : Josy Bernard) : Gloria Martinez, une ancienne militaire (pilote)
- Erica Durance : Samantha Masters (épisode 4)

 Source et légende : version française (VF) sur RS Doublage

## Développement

### Production
Une première tentative a eu lieu en 1988 par Aaron Spelling sous le projet Angels 88 pour le réseau Fox, puis une autre fois en janvier 2004 par le réseau ABC en commandant un script par Carlton Cuse et John Wirth (en), qui n'ont pas eu de suite.
Fin 2009, il est annoncé que Josh Friedman a été engagé par la chaîne ABC pour écrire un remake de la série Drôles de dames de Ivan Goff et Ben Roberts.
En mai 2010, la chaîne engage les créateurs de la série Smallville, Alfred Gough et Miles Millar, pour développer la série à la suite du rejet de la version de Josh Friedman. Un pilote est alors commandé en octobre 2010.
Le début a débuté en janvier 2011, en commençant par l'acteur Robert Wagner pour la voix du personnage de Charlie Townsend, puis Annie Ilonzeh, Rachael Taylor, Minka Kelly et Ramón Rodríguez.
Satisfaite du pilote, ABC commande la série le 13 mai 2011, puis trois jours plus tard, place la série dans la case du jeudi à 20 h à l'automne.
Le 21 juillet 2011, l'acteur Robert Wagner, qui devait doubler le personnage de Charlie Townsend, quitte la série à la suite d'un conflit d'emploi du temps. Il est remplacé par la suite par l'acteur Victor Garber.
Parmi les rôles récurrents et invités : John Terry, Erica Durance et Isaiah Mustafa.
Le 14 octobre 2011, ABC annule la série après seulement quatre épisodes à la suite d'audiences décevantes. Au moment de l'annonce, huit épisodes avaient été tournés. Malgré l'annulation, la chaîne poursuivra la diffusion de la série mais la retirera de l'antenne après la diffusion du septième épisode.

### Tournage
Le tournage de la série a commencé le 8 mars 2011 à Miami en Floride aux États-Unis.

### Fiche technique
- Titre original et français : Charlie's Angels
- Titre québécois : Charlie et ses drôles de dames
- Création : Ivan Goff et Ben Roberts (série originale)
- Développement : Alfred Gough et Miles Millar
- Direction artistique : Colin De Rouin, Richard Fojo et Sandy Getzler
- Décors : William A. Cimino, Kevin Kropp et Jil Myers
- Costumes : Roemehl Hawkins et Amy Westcott
- Musique : Louis Febre et Jeff Russo
- Production : Chris Miller, Tim Scanlan, Ember Truesdell, Jean Higgins, Meredith Lavender, Marcie Ulin et Peter Schindler
- Producteurs exécutif : Drew Barrymore, Leonard Goldberg, Alfred Gough, Nancy Juvonen, Miles Millar et Marcos Siega
- Sociétés de production : Millar Gough Ink, Panda Productions, Flower Films et Sony Pictures Television
- Sociétés de distribution : 
  -  États-Unis : ABC (télévision) ; Sony Pictures Television (globale et vidéo)
  -  France : Sony Pictures Releasing France
- Pays d'origine :  États-Unis
- Langue originale : anglais
- Format : couleur - 16:9 HD - son Dolby Digital
- Genre : Série d'action, d'aventures et policière
- Durée : 42 minutes

 Sauf indication contraire, les informations mentionnées dans cette section peuvent être confirmées par la base de données cinématographiques IMDb,  présente dans la section « Liens externes ».

## Épisodes
Les titres des épisodes peuvent être différents selon leurs chaînes de diffusion. Ainsi, ceux diffusés sur NT1 sont indiqués en second le cas échéant
1. Changement d'équipe / Un ange au Paradis (Angel With A Broken Wing)
2. Mariage blanc / Trop belles pour mourir (Runway Angels)
3. La croisière des Anges / Fleurs empoisonnées (Bon Voyage, Angels)
4. Les Anges à Cuba / Prison de femmes (Angels in Chains)
5. L'homme de l'ombre (Angels in Paradise)
6. Vengeance Tardive / Une faille dans le système (Black Hat Angels)
7. Tueur à Gages / Enquête Royale (Royal Angels)
8. Amnésie / Monsieur X (They Are Not Saints)

## Diffusion
| Saisons ( 8 épisodes ) | États-Unis / Canada                      | États-Unis / Canada | États-Unis / Canada | France                                | France                                                         | Québec                     | Québec  | Suisse                  | Suisse |
| Saisons ( 8 épisodes ) | Dates de diffusion                       | Chaîne États-Unis   | Chaînes Canada      | Dates de diffusion                    | Chaîne                                                         | Dates de diffusion         | Chaîne  | Dates de diffusion      | Chaîne |
| ---------------------- | ---------------------------------------- | ------------------- | ------------------- | ------------------------------------- | -------------------------------------------------------------- | -------------------------- | ------- | ----------------------- | ------ |
| Saison 1               | du 22 septembre 2011 au 10 novembre 2011 | ABC                 | CTV                 | du 29 octobre 2012 au 8 novembre 2012 | Canal+ Family \| Rediffusions sur Canal+, Canal+ Décalé et NT1 | à partir du 2 janvier 2013 | AddikTV | à partir du 5 mars 2013 | RTS Un |

## Autour de la série
- Dans le premier épisode, lorsque Abby interpelle Bosley qui est dans la piscine, un homme ressemblant au Bosley de la série originale se retourne.
- L'adresse de la Townsend Agency se situe au 1976 Ocean Drive. Détail amusant : 1976 est l'année où la série originale a entamé sa diffusion.
- Après avoir joué dans les deux adaptations cinématographiques se déroulant plusieurs années après la série d'origine, Charlie et ses drôles de dames et Charlie's Angels 2 : Les anges se déchaînent !, Drew Barrymore produit le remake.
- François Dunoyer est également la voix française de Charlie dans les deux films.

## Sorties DVD
| Intitulé du coffret     | Nombre d'épisodes | Dates de sortie     | Dates de sortie | Nombre de disques | Société de distribution          |
| Intitulé du coffret     | Nombre d'épisodes | États-Unis (Zone 1) | France (Zone 2) | Nombre de disques | Société de distribution          |
| ----------------------- | ----------------- | ------------------- | --------------- | ----------------- | -------------------------------- |
| L'intégrale de la série | 8                 | 5 juin 2012         | TBA             | 2                 | Sony Pictures Home Entertainment |